# Shaun Mellish
Shaun Mellish (* 10. Januar 1970) ist ein ehemaliger englischer Snookerspieler, der zwischen 1991 und 1997 Profispieler war. In dieser Zeit erreichte er die Hauptrunde der Snookerweltmeisterschaft 1993 sowie Rang 85 der Snookerweltrangliste.

## Karriere
Mellish wurde 1991 Profispieler, als die Profitour für alle Spieler gegen Bezahlung eines gewissen Startgeldes geöffnet wurde. Das bedeutete, dass Mellish einer von Hunderten Spielern war, die in den 1990ern ihr Glück auf der Profitour probierten. Erst am Ende seiner sonst von frühen Niederlagen geprägten Debütsaison gelang dem jungen Engländer ein Achtungserfolg, als er die finale Qualifikationsrunde der Snookerweltmeisterschaft erreichte. Hatte er in den vorherigen Runden bereits einige altgediente Profispieler besiegt, verpasste er nun aber den Einzug in die WM-Hauptrunde durch eine Niederlage gegen Dene O’Kane. Auf der Weltrangliste konnte er so direkt aber auf Platz 120 einsteigen.
Durch diese relativ hohe Platzierung konnte Mellish in der folgenden Saison bei allen Turnieren einige Qualifikationsrunden überspringen und erst in den späteren Runden ins Geschehen einsteigen. Dies machte sich durchaus auch bemerkbar, denn er schied bei der UK Championship, den Welsh Open und den International Open erst in der Runde der letzten 64 aus. Zudem konnte er erneut die finale Qualifikationsrunde der Snookerweltmeisterschaft erreichen, wobei er sich diesmal mit einem Sieg über Ken Doherty auch für die WM-Hauptrunde qualifizieren konnte. Genauso wie die Qualifikation von Spencer Dunn und John Giles wurde Mellishs Teilnahme an der Hauptrunde als Überraschung gewertet. Im Sheffielder Crucible Theatre verlor er aber sein Auftaktspiel gegen Willie Thorne. Die 8.000 £, die er dafür erhielt, machten fast die Hälfte des gesamten Preisgeldes aus, das er in seiner Karriere überhaupt verdiente. Auf der Weltrangliste verbesserte sich Mellish auf Platz 85, der besten Platzierung seiner Karriere.
Zu diesem Zeitpunkt stand Mellish bereits auf dem Zenit seiner Karriere, danach ging es für ihn bergab. Er gewann kaum noch Spiele und schied stets in der Qualifikation aus. Eine Saison lang konnte er sich noch in den Top 100 halten, danach rutschte er auch auf der Weltrangliste ab. Mitte 1997 war er nur noch auf Rang 314 platziert, als die Main Tour auf einige Dutzend Spieler begrenzt wurde. Mellish war durch seine schlechte Weltranglistenposition nicht unter den Glücklichen. Gleichzeitig verzichtete er auf eine Teilnahme an der WPBSA Qualifying School oder an der UK Tour und legte seine Karriere daher auf Eis. Ab 2000 versuchte er doch noch eine Rückkehr und nahm dafür drei Spielzeiten lang an der Challenge Tour teil, ohne aber allzu großen Erfolg zu haben. 2003 beendete er seine Karriere endgültig.